# The Yellow Handkerchief
The Yellow Handkerchief (bra: O Lenço Amarelo) é um filme de estrada de drama romântico independente estadunidense de 2008. O filme é um remake do clássico japonês de 1977 de mesmo nome The Yellow Handkerchief (幸福 の 黄色 い ハ ン カ チ Shiawase no kiiroi hankachi, lit. O lenço amarelo da felicidade ) dirigido por Yoji Yamada.
Ambientado no atual sul americano, The Yellow Handkerchief é estrelado por William Hurt como Brett Hanson, um ex-presidiário que embarca em uma viagem direto para fora da prisão. Hanson pega carona com dois adolescentes problemáticos, Martine (Kristen Stewart), 15, e Gordy (Eddie Redmayne), 19, atravessando o pós- furacão Katrina em Louisiana em uma tentativa de alcançar sua ex-esposa e amor há muito perdido, May (Maria Bello). Ao longo do caminho, os três refletem sobre sua existência, lutam por aceitação e encontram seu caminho não apenas pela Louisiana, mas pela vida. Dirigido por Udayan Prasad e produzido por Arthur Cohn, o filme foi exibido no Festival Sundance de Cinema em 2008 e teve lançamento limitado em 26 de fevereiro de 2010, pela Samuel Goldwyn Films.

## Sinopse
Depois de ser libertado da prisão após seis anos, o ex-presidiário Brett Hanson se perde em um mundo novo e desconhecido de liberdades e responsabilidades. Lutando para se reconciliar com seu passado desastroso, ele embarca em uma viagem para sua casa no sul da Louisiana para se reunir com a ex-mulher que deixou para trás, May.[carece de fontes?]

## Elenco
- William Hurt como Brett Hanson
- Kristen Stewart como Martine
- Maria Bello como maio
- Eddie Redmayne como Gordy
- Kaori Momoi como proprietária de motel
- Ashlynn Ross como entregadora

## Produção
Em 2003, Cohn obteve os direitos de remake de The Yellow Handkerchief de Shochiku. O financiamento veio de investimentos privados em vez de pré-vendas. Cohn comentou dizendo: "O dinheiro veio de quatro europeus — três mulheres da Suíça: Annette Grisard, Jeannine Eckenstein, Esther Grether e um cavalheiro chamado Samuel Falk da Áustria — todos ansiosos para apoiar um filme que esperavam que fosse memorável sem quaisquer cenas de violência, brutalidade ou sexo. Esses investidores não estavam preocupados que o filme fosse considerado "pequeno". Eles sentiram, como nós, que não existem pequenos filmes ou grandes filmes, apenas filmes que são bons e emocionantes e outros que não são."
As filmagens ocorreram em fevereiro de 2007 e foram rodadas em 43 locações diferentes.[carece de fontes?]
Hurt se preparou para seu papel passando quatro dias na Penitenciária do Estado da Louisiana em Angola, incluindo uma rara pernoite para um voluntário em uma cela de segurança máxima. Em uma entrevista, ele disse que também fez "[você] diria que é trabalho de caridade... visitar periodicamente [ing] as prisões no condado de Rockland, no estado de Nova York, para levar um programa de esperança e auto-reabilitação para" os prisioneiros.

## Recepção

### Resposta crítica
The Yellow Handkerchief recebeu críticas geralmente positivas. Ele possui uma classificação favorável de 66% no Rotten Tomatoes com base em 50 comentários, bem como uma pontuação média ponderada de 64 de 100 no Metacritic.

### Bilheteria
O filme arrecadou US$ 318 623 em 29 cinemas nos Estados Unidos.